# Чемпионат СССР по самбо 1940
2-й чемпионат СССР по самбо, также известный как «первенство СССР по вольной борьбе», проходил в Москве с 28 ноября по 1 декабря 1940 года. В соревнованиях участвовало 60 спортсменов. Первенство разыгрывалось в 7 весовых категориях (по сравнению с предыдущим первенством была ликвидирована наилегчайшая категория).

## Медалисты
| Весовая категория          | Золото                                      | Серебро                                        | Бронза                                 |
| -------------------------- | ------------------------------------------- | ---------------------------------------------- | -------------------------------------- |
| Легчайший вес (до 56 кг)   | Шалва Нозадзе «Спартак» (Тбилиси)           | В. Шинин «Крылья Советов» (Москва)             | Н. Сазонов «Крылья Советов» (Москва)   |
| Полулёгкий вес (до 61 кг)  | Георгий Баев «Динамо» (Киев)                | Борис Васюков «Крылья Советов» (Москва)        | Хорен Чибичьян ГЦОЛИФК (Москва)        |
| Лёгкий вес (до 66 кг)      | Павел Беда РККА (Ленинград)                 | Анатолий Неведомский «Крылья Советов» (Москва) | С. Холуев «Крылья Советов» (Москва)    |
| Полусредний вес (до 72 кг) | Андрей Будзинский ЦДКА (Москва)             | Виктор Салмин «Динамо» (Москва)                | Илья Латышев «Крылья Советов» (Москва) |
| Средний вес (до 79 кг)     | И. Пономаренко ВМФ (Кронштадт)              | Константин Хованский «Крылья Советов» (Москва) | Григорий Воронин «Строитель» (Киев)    |
| Полутяжёлый вес (до 87 кг) | Василий Бровченко «Крылья Советов» (Москва) | Николай Суслов ГЦОЛИФК (Москва)                | Николай Королёв ВМФ (Кронштадт)        |
| Тяжёлый вес (свыше 87 кг)  | Арсен Мекокишвили «Динамо» (Тбилиси)        | Шота Эсебуа ГЦОЛИФК (Москва)                   | Фома Бездоля ГИФКУ (Харьков)           |